# 渋谷アニメランド
渋谷アニメランド（しぶやアニメランド）とは、NHKラジオ第1で『エレうた!』が放送される毎月最終週を除く日曜日20:05 - 20:55に放送されていたラジオ番組である。

## 概要・歴史
様々なアニメの声優や効果音、アニメソングなどの「音」について取り上げアニメ作品を解説する。
元々は不定期番組であったが、2010年3月30日から隔週火曜日20時5分 - 20時55分のレギュラー番組となった。レギュラー化に当たりアニメ評論家の藤津亮太と音楽評論家の冨田明宏が交代でパーソナリティを担当する。概ね、藤津がインタビュアーをする回はアニメーション作家・クリエーター、富田は声優・アニメソング歌手をゲストに迎えることが多い。
なお火曜日の隔週レギュラー化後は一度20時30分 - 20時33分ごろの約3分間『NHKニュース』による中断があったが、20時30分の段階での「8時半のニュースをお伝えします」の前振りは殆どが事前録音であるためパーソナリティーの藤津・富田からは触れず直接生放送が行われるニューススタジオのアナウンサーから行っていた。
なお番組開始当初から司会などで携わる藤崎弘士は、この番組担当時にNHK福井放送局移籍したが、それ以後も長時間特番（夏季・年末年始）などでの出向出演となっている。
2011年4月2日より土曜日22時15分から23時のほぼ毎週放送体制（最終週のみこの時間に『エレうた!』を編成）になり、放送回数が増加、2012年4月からは日曜日20時5分ごろからの50分番組に復帰した。
2013年度のNHKの番組改定により、同年3月24日に3年間にわたるレギュラー番組としての放送は終了した。今後は不定期で特集番組として放送されることになっている。また、アニメ関係の番組については同年4月に開始した土曜日のNHK-FMの『アニソン・アカデミー』に移譲する形になった。

## レギュラー化以後の放送時間
- 2010年度　隔週火曜日20:05頃 - 20:55（20:30-33頃ニュースのため中断）
- 2011年度　原則毎週土曜日22:15 - 23:00（最終土曜は『エレうた!』放送のため休止）
- 2012年度　原則毎週日曜日20:05頃 - 20:55（『wktkラヂオ学園』開始に伴う若者向け番組の整理のため。最終日曜は『エレうた!』放送のため休止）

## 特番時代の放送内容など

### 〜2010年

#### 放送日・時間
- 第1回：2007年11月3日　21時5分 - 22時55分
- 第2回：2008年5月5日　21時5分 - 23時（テーマ：SFアニメ）
- 第3回：2008年7月21日
- 第4回：2009年1月25日　20時5分 - 21時55分（テーマ：学園アニメ）
- 第5回：2009年5月3日　20時5分 - 21時55分（テーマ：アニメソング）
- 第6回：2009年9月22日　21時5分 - 23時（テーマ：機動戦士ガンダム）
- 第7回：2009年11月21日　22時15分 - 22時55分（テーマ：アニメソング）
- 第8回：2009年12月30日　19時20分 - 21時55分（テーマ：2009年を振り返って特集）
- 第9回：2010年3月21日　20時5分 - 21時55分（テーマ：マクロスシリーズ）

#### 出演

##### 第1回
- 古谷徹
- 水樹奈々
- 岡田斗司夫
- 田中秀喜（NHKアナウンサー）

##### 第2回
- 野沢雅子
- 白石涼子
- 岡田斗司夫
- 藤崎弘士（NHKアナウンサー）

##### 第4回
- サンキュータツオ
- 白石稔
- 野中藍
- 藤崎弘士（NHKアナウンサー）

##### 第5回
- 水木一郎
- 牧野由依
- 藤崎弘士（NHKアナウンサー）

##### 第6回
- 古谷徹
- 藤津亮太
- 喜屋武ちあき
- 藤崎弘士（NHKアナウンサー）

##### 第7回
- 冨田明宏

##### 第8回
- 冨田明宏
- 藤津亮太
- 白石稔
- 喜屋武ちあき
- 藤崎弘士（NHKアナウンサー）

##### 第9回
- 福山芳樹
- 中島愛
- 藤崎弘士（NHKアナウンサー）

### 2013年〜

#### 放送日・時間
- 第1回：2013年8月16日　20時5分 - 21時55分（テーマ：今、ガンダムから送るメッセージ）
- 第2回：2014年1月2日　19時20分 - 20時55分「渋谷アニメランド@秋葉原 キャラクターが歌う挿入歌特集」

2013年11月30日にベルサール秋葉原で行われた「NHK@秋葉原」イベントにて公開収録。

#### 出演

##### 第1回
- 富野由悠季
- 大平貴之
- 倉田光吾郎
- 吉﨑航
- 宇野常寛

##### 第2回
- 吉木りさ
- 畑亜貴
- marina
- 中村繪里子
- 仁後真耶子
- 西原史顕